# ماشین‌ها در جاده
ماشین‌ها در جاده (به انگلیسی: Cars on the Road) مجموعهٔ تلویزیونی پویانمایی اینترنتی آمریکایی است که توسط پیکسار برای سرویس استریم دیزنی پلاس تولید شده‌است. این مجموعه در جهانی بر اساس فیلم سال ۲۰۰۶ ماشین‌ها پایه‌گذاری شده و از داستان اتومبیل‌های انسان‌انگاری که صحبت می‌کنند پیروی می‌کند. بازیگران اصلی این مجموعه شامل اوون ویلسون در نقش لایتنینگ مک‌کوئین و لری د کیبل گای در نقش ماتر هستند.
این سریال توسط استیو پورسل نوشته شده‌است و توسط مارک ساندهایمر و پیت داکتر تهیه شده‌است و در ۸ سپتامبر ۲۰۲۲ از طریق دیزنی پلاس منتشر شد.

## طرح داستان
داستان این سریال که پس از ماشین‌ها ۳ اتفاق می‌افتد، لایتنینگ مک‌کوئین و بهترین دوستش ماتر را در یک سفر جاده‌ای در سراسر ایالات متحده دنبال می‌کند که در جهانی پر از اتومبیل‌های انسان‌انگار و سایر وسایل نقلیه انجام می‌شود. اپیزودها شخصیت‌ها را در سناریوهای مختلف به تصویر می‌کشند، به عنوان مثال، آن‌ها توسط ماشین‌های دایناسور-مانند تعقیب می‌شوند. علاوه بر آن مکان‌ها و شخصیت‌های جدید ارائه خواهند شد و شخصیت‌های قبلی تثبیت‌شده از فرنچایز نیز در آن ظاهر خواهند شد.

## صداپیشه‌ها
- اوون ویلسون در نقش لایتنینگ مک کوئین[۳]
- لری د کیبل گای در نقش ماتر[۳]
- بانی هانت در نقش سالی کاررا
- تونی شالهوب در نقش لوئیجی
- گیدو کوارونی در نقش گیدو
- چیچ مارین در نقش رامون
- جنیفر لوئیس در نقش فلو
- لویید شرر در نقش فیلمور
- کوئینتا برانسون در نقش آیوی[۴]
- دانا پاول در نقش ماتو

## قسمت‌ها
| شم. | عنوان             | کارگردان    | نویسنده                   | تاریخ انتشار اصلی |
| --- | ----------------- | ----------- | ------------------------- | ----------------- |
| ۱   | «Dino Park»       | استیو پورسل | استیو پورسل               | ۸ سپتامبر ۲۰۲۲    |
| ۲   | «Lights Out»      | استیو پورسل | استیو پورسل               | ۸ سپتامبر ۲۰۲۲    |
| ۳   | «Salt Fever»      | برایان فی   | استیو پورسل               | ۸ سپتامبر ۲۰۲۲    |
| ۴   | «The Legend»      | برایان فی   | استیو پورسل               | ۸ سپتامبر ۲۰۲۲    |
| ۵   | «Show Time»       | بابی پودستا | استیو پورسل               | ۸ سپتامبر ۲۰۲۲    |
| ۶   | «Trucks»          | بابی پودستا | استیو پورسل               | ۸ سپتامبر ۲۰۲۲    |
| ۷   | «B-Movie»         | برایان فی   | استیو پورسل               | ۸ سپتامبر ۲۰۲۲    |
| ۸   | «Road Rumblers»   | استیو پورسل | استیو پورسل               | ۸ سپتامبر ۲۰۲۲    |
| ۹   | «Gettin’ Hitched» | بابی پودستا | بابی پودستا و استیو پورسل | ۸ سپتامبر ۲۰۲۲    |

## تولید
در ۱۰ دسامبر ۲۰۲۰، پیکسار در روز سرمایه‌گذاران دیزنی اعلام کرد که یک سریال انیمیشنی با بازی لایتنینگ مک‌کوئین و ماتر که در حال سفر در کشور در حین ملاقات با دوستان جدید و قدیمی هستند، در حال توسعه است و در پاییز ۲۰۲۲ در دیزنی پلاس منتشر خواهد شد. همچنین اعلام شد که این مجموعه توسط مارک ساندهایمر نوشته و تولید شده‌است. در ۲ ژوئن ۲۰۲۱ گزارش شد که شخصیت‌هایی از فیلم اسپین‌آف هواپیماها از ۲۰۱۳ از فرنچایز ماشین‌ها نیز در این مجموعه ظاهر خواهند شد. در ۱۲ نوامبر ۲۰۲۱ اعلام شد که این نمایش با عنوان ماشین‌ها در جاده نامگذاری خواهد شد و اوون ویلسون و لری د کیبل گای در نقش‌های مربوطه خود به عنوان لایتنینگ مک کوئین و ماتر بازی خواهند کرد.

## انتشار
ماشین‌ها در جاده در ۸ سپتامبر ۲۰۲۲ در قالب ۹ اپیزود از طریق دیزنی پلاس منتشر شد.